# Brévilly
Brévilly ist eine französische Gemeinde mit 367 Einwohnern (Stand: 1. Januar 2022) im Département Ardennes in der Region Grand Est. Sie gehört zum Arrondissement Sedan und zum Kanton Carignan. Zudem ist die Gemeinde Teil des 1994 gegründeten Gemeindeverbands Portes du Luxembourg.

## Geographie
Brévilly liegt am Fluss Chiers rund elf Kilometer südöstlich von Sedan im Osten des Départements Ardennes.
Nachbargemeinden sind Pouru-Saint-Remy im Norden, Tétaigne im Osten und Südosten sowie Douzy im Südwesten und Westen.

## Geschichte
Die Gemeinde gehörte von 1793 bis 1801 zum Distrikt Sedan. Von 1801 bis 1926 war sie Teil des Arrondissements Sedan. Danach war sie von 1926 bis 1942 dem Arrondissement Mézières zugeteilt, seit 1942 wieder dem Arrondissement Sedan. Von 1793 bis 1801 gehörte der Ort zum Kanton Douzy, von 1801 bis 2015 lag die Gemeinde innerhalb des Kantons Mouzon.

## Bevölkerungsentwicklung
| Jahr                       | 1962 | 1968 | 1975 | 1982 | 1990 | 1999 | 2006 | 2012 | 2019 |
| Einwohner                  | 414  | 380  | 384  | 378  | 403  | 381  | 394  | 398  | 353  |
| Quellen: Cassini und INSEE |      |      |      |      |      |      |      |      |      |